# Scec Hussèn
Scec Hussèn (in amarico ሼክ ሁሴን, Šekə Husenə) è una località nella zona di Bale, nella Regione di Oromia, in Etiopia.
La città ospita un importante complesso religioso attorno alla tomba di Scec Hussèn, marabutto musulmano medievale.
La località è stata inserita nella lista provvisoria UNESCO dei Patrimoni dell'umanità dell'Etiopia dal 2011 come sito religioso, culturale e storico.

## Monumenti e luoghi d'interesse

Francobollo del 1936 delle Poste Coloniali Italiane raffigurante Vittorio Emanuele III e la tomba di Scec Hussèn

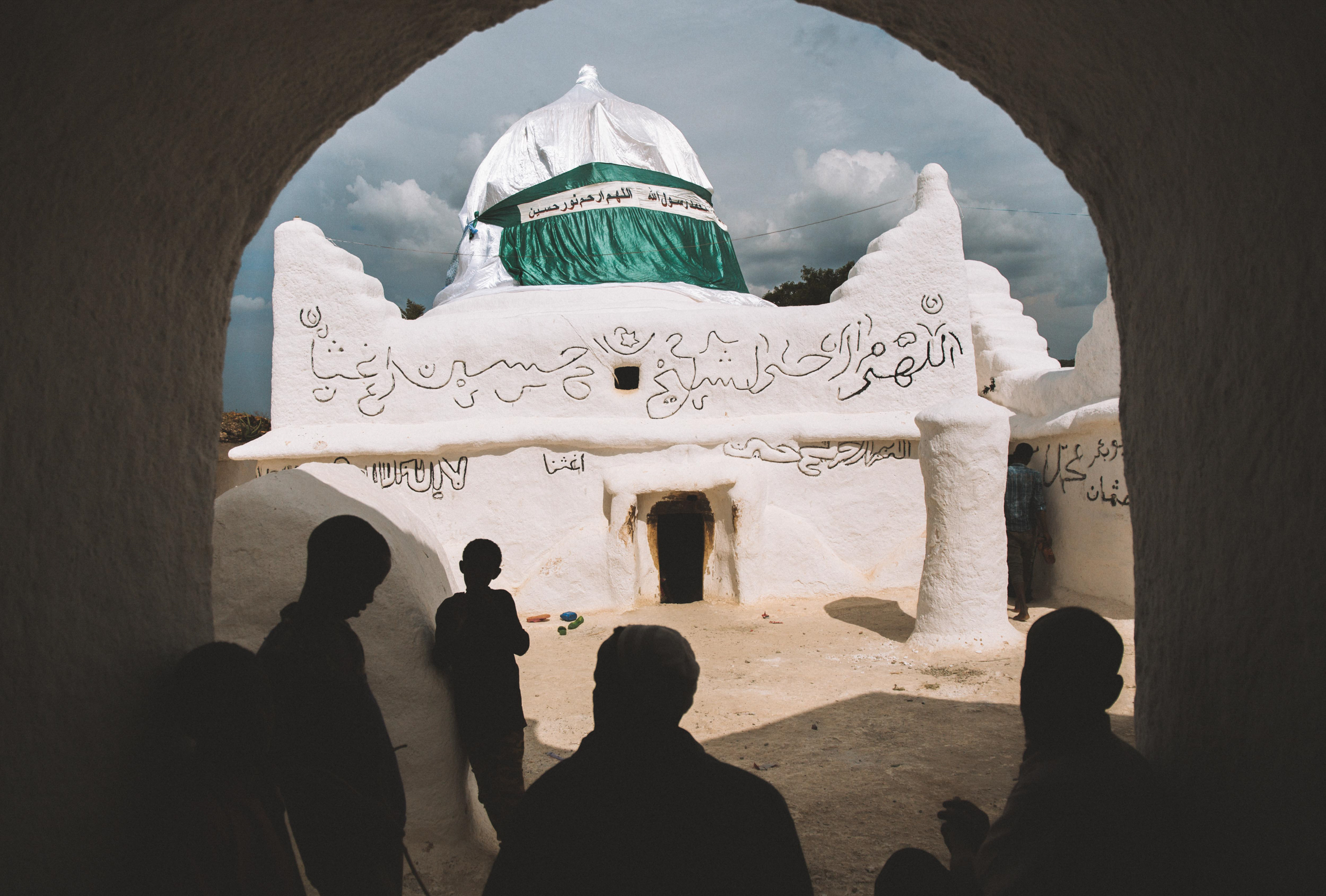
La tomba di Scec Hussèn

La città prende il nome da quello che, agli occhi dei musulmani etiopi, è il luogo più sacro del paese: la tomba del santo somalo del XIII secolo Scec Hussèn di Merca, che introdusse l'Islam al popolo Sidama che all'epoca viveva nella zona. È anche accreditato per aver fondato e stabilito il Sultanato di Bale e si dice che abbia compiuto molti miracoli. Alcuni di questi miracoli sono stati descritti in un'agiografia pubblicata al Cairo negli anni 1920, intitolata Rabi' al-Qulub. Sebbene questa città sia ora all'interno delle terre d'origine del popolo Oromo, ha continuato ad essere meta di circa 50.000 pellegrini provenienti dall'Etiopia musulmana due volte l'anno, durante i mesi musulmani di ḥajj e rabīʿ al-àwwal: il primo pellegrinaggio è per commemorare la sua nascita (febbraio-marzo), il secondo la sua morte (agosto-settembre). Tradizionalmente i pellegrini portano con sè bastoni, noti come Oulle Scec Hussèn, che sono troppo piccoli per servire come bastoni da passeggio e non vengono utilizzati per scopi pratici; una volta giunti al santuario, i pellegrini a turno entrano nella tomba del santo, strisciando a terra attraverso una piccola porta.
L'esteso complesso religioso dedicato al santo comprende la cittadina e la vicina valle di Kachamsare. Nel XVIII secolo l'emiro `Abd al-Shakur ibn Yusuf di Harar costruì un santuario al santo `Abd al-Qadir al-Jilani di Baghdad vicino alla tomba di Scec Hussèn, all'interno del complesso del santuario. Come parte del complesso è stato consacrato anche un cimitero. Altro punto di riferimento del complesso è lo stagno di Dinchirò, 300 metri a sud della moschea, costruito in muratura di pietra a secco; allo stagno è associata una sorgente con acqua creduta come miracolosa. All'ingresso dell'area sacra si trovano due fichi selvatici, chiamati kiltu (identificati come Ficus sycomorus) in lingua oromo. Vicino a un altro stagno, di Imaro, c'è la moschea del padre di Scec Hussèn, entrambe con una gubba di tipo Harar. Nelle vicinanze ci sono anche diverse grotte: una "grotta dei serpenti", una "grotta delle erbe" e una "grotta del miele". Vi sono poi formazioni rocciose che, secondo la tradizione, si dice essere persone pietrificate.